# Checkered Flag
Checkered Flag é um jogo eletrônico de corrida de carros, do estilo Indy-Car. Os gráficos do jogo foram reeditados de outro jogo da Atari para Arcade, o Hard Drivin' de 1989, mas 5 anos depois já eram obsoletos e de pouca qualidade. Checkered Flag também foi lançado para o Atari Lynx, mas este tinha maiores limitações comparado à versão do Jaguar.

## Recepção
Foi lançado em Novembro de 1994 para a campanha de natal da Atari junto dom Doom, Club Drive e Dragon: The Bruce Lee Story. Checkered Flag teve uma péssima recepção no mercado, possivelmente devido ao seu gráfico. Foi vendido por $69.99.